# 新田雅史
新田 雅史（にった　まさし、1973年2月24日 -）は石川県出身の日本の柔道家。現役時代は71kg級及び73kg級の選手。身長は171cm。

## 人物
邑知町立邑知中学から津幡高校へ進むと、3年の時に新人体重別71kg級で3位になった。
1991年に国際武道大学へ進むと、寝技の名手として知られる柏崎克彦の指導を受けて、2年の時には正力杯で3位、ジュニア体重別では優勝を飾った。3年の時には講道館杯で3位となった。4年の時には正力杯で優勝すると、嘉納杯でも2位となった。世界学生では個人戦で2位、団体戦で3位だった。
1995年には京葉ガスの所属となった。1997年にはグルジア国際で優勝すると、体重別ではこの年から3年連続3位となった。1998年からは実業個人選手権の73kg級で3連覇を達成した。2001年の体重別で再び3位になると、アジア柔道選手権では優勝を飾った。

## 主な戦績
71kg級での戦績
- 1990年　-新人体重別 3位
- 1991年　- 全日本ジュニア 3位
- 1992年　- キューバ国際 優勝
- 1992年　- ポーランドジュニア　2位
- 1992年　- 正力杯　3位
- 1992年　- 全日本ジュニア　優勝
- 1993年　- ドイツ国際 5位
- 1993年　- 講道館杯　3位
- 1994年　- イタリア国際　2位
- 1994年　-正力杯　優勝
- 1994年　-嘉納杯 現グランドスラム　2位
- 1994年　-ドイツ世界学生 2位　団体戦 2位
- 1995年　- ブルガリア国際　3位
- 1997年　- グルジア国際　優勝
- 1997年　- 体重別　3位
- 1997年　- 実業個人選手権　3位

73kg級での戦績
- 1998年　- 体重別　3位
- 1998年　- 実業個人選手権　優勝
- 1999年　- ベルギー国際　2位
- 1999年　- 体重別　3位
- 1999年　- 実業個人選手権　優勝
- 1999年　- アジア柔道選手権 5位
- 2000年　- 実業個人選手権　優勝
- 2000年　- 講道館杯　3位　フランス国際出場
- 2001年　- 体重別　3位
- 2001年　- アジア柔道選手権　優勝

(出典、JudoInside.com)